# 王頴思
王頴思（英語：Wong Wing-Sze, Arc），香港政治人物，社工系碩士及註冊社工，前元朗區議會逸澤選區區議員。前熱血公民成員。

## 經歷

### 成功爭取天水圍北臨時公營街市
現時天水圍區內大部分街市皆為私人或外判，多年來區內物價及未來公營街市發展都令人關注。王頴思於2018年7月9日出席立法會小組委員會會議，會議中王頴思抗議領展無法應付天水圍居民的日常需要。新公營街市興建無期，特區政府偏袒財團助長壟斷，王頴思要求特區政府在天水圍西北部儘快設立公營街市，以解居民生活之苦。之後王頴思於2018年8月2日在金鐘政府總部，向食物及衞生局代表遞交天水圍北居民聯署及意見書。之後特區政府於同年10月宣布在天水圍天福路興建公營街市，惟到2019年第二季仍未公布細節，而且新街市選址只有利天水圍南部居民，北部居民及區議員認為並不方便。
2019年10月10日食物及衛生局宣布，為了方便天水圍北居民，將於天秀路公園旁邊空地設立臨時街市，預計最快在明年2020年年底前完工啟用，臨時街市會採取「組裝合成」的方式建造，約有40個售賣肉魚蔬果等新鮮食材的攤檔，整個街市都有上蓋覆蓋及備有空調設施。 由於新臨時街市選址不鄰近輕鐵站，檔數亦不多，王頴思認為未必可滿足現時所需，繼續爭取天水圍北邊有一個正式的公營街市。

### 天秀墟迫遷風波
由政府推動設立，東華三院營運及管理的天水圍東華三院天秀墟，商戶在2019年1月收到東華三院通知因開舖時數不足而需在2月1日遷走。多名不獲續約的商戶聯同王頴思及鄭松泰在2月12日舉行記者會，抗議東華三院的嚴苛管理制度，管理員每小時用攝錄機拍攝商戶營運情況，又要租戶本人必須長期駐守在攤檔內，加上宣傳不足難吸引市民前往天秀墟。王頴思批評東華三院的管理制度不符合天秀墟設立的原意。促請民政事務署介入並調停，並要求東華三院擱置收鋪的決定，並檢討現有的管理制度。之後在天秀墟農曆新年新春團拜時，王頴思與受影響的商戶再向東華三院代表抗議及遞交請願信。事後部份商戶經天秀墟上訴委員會上訴得直，可以繼續營運。

### 反送中衝突組織義診服務
2019年7月上旬，反對逃犯條例修訂草案運動持續，香港各區出現警民衝突事件，雙方使用的暴力及武器殺傷力越趨嚴重，有市民接連吸入催淚煙患上呼吸道問題，甚至有市民被打傷及射傷。一些熱心醫護人員希望可以提供義務醫療協助，王頴思以鄭松泰議員指定專員身份，統籌及聯絡醫護義工，為各區有需要的市民提供義診服務，服務包括中醫診治、物理治療、西醫門診及心理輔導，受惠者接受義診時不須登記個人資料。

### 風季天影路成為塌樹旺地
超級颱風山竹在2018年9月15至18日橫掃香港，王頴思在9月19日於天逸邨、天澤邨及天影路河道一帶巡視邨內風災後的情況，並立刻向有關部門反映塌樹情況，令有關部門掌握情況儘快善後。  而在2019年8月，有居民發現天澤邨後天影路河畔有大樹嚴重傾斜，居民擔心大樹會因風雨倒下構成危險。王頴思去信發展局樹木管理辦事處及渠務署要求跟進，在8月中該危樹已完成修直、修剪及加固工程。

### 天澤天逸居民求助王姑娘
2019年7月中旬，王頴思接獲天澤邨澤輝樓居民求助，指樓下花槽前地凹凸不平積水養蚊，王頴思通知屋邨管理處後，管理處於八月初完成重新鋪路工程，不再積水滋生蚊蟲。
2019年8月中，多名天逸邨居民向王頴思反映，傷健人士使用輪椅通過邨內無障礙通道時皆出入困難，王頴思巡視整個屋邨，發現至少有十三處被列為無障礙通道的地方，輪椅不能通過，王頴思去信房屋署和屋邨管理處要求改善跟進，屋邨管理處亦於9月初回覆王頴思正著手開始有關工程。
2019年8月下旬，一名天逸邨租戶向王頴思反映家中廁所有馬桶漏水及牆身有雨水外滲問題，王頴思要求天逸邨管理處儘快跟進，房屋署工程部於9月上旬在租戶家中施工時王頴思亦在場監督。

## 從政生涯

### 2019年香港區議會選舉
- 2019年香港區議會選舉中，以4,454票當選元朗區議會逸澤選區區議員。

| 選區 | 編號 | 政黨     | 候選人         | 票數（百分比） |
| ---- | ---- | -------- | -------------- | -------------- |
| 逸澤 | 1    | 熱血公民 | 王頴思（當選） | 4,454          |
| 逸澤 | 2    | 實政圓桌 | 范煦瑜         | 600            |
| 逸澤 | 3    | 獨立     | 郭慶平         | 2,607          |

2021年9月3日王頴思宣佈辭去區議員職務，同日熱血公民宣佈解散。

## 外部連結
- 王頴思的Facebook專頁 （页面存档备份，存于）
- 專訪熱血公民逸澤社區主任王頴思 （页面存档备份，存于）

| 議會席位      | 議會席位                               | 議會席位    |
| ------------- | -------------------------------------- | ----------- |
| 前任： 郭慶平 | 元朗區議會逸澤選區 2020年—2021年9月3日 | 繼任： 懸空 |